# 아드리아나노랑어깨박쥐
아드리아나노랑어깨박쥐(Sturnira adrianae)는 주걱박쥐과(신세계잎코박쥐과)에 속하는 남아메리카 박쥐의 일종이다. 베네수엘라의 토착종이다.

## 특징
작은 박쥐로 전체 몸길이는 55~85mm, 전완장은 43.5~52.1mm이다. 발 길이는 11~17mm. 귀 길이는 12~21mm, 몸무게는 최대 25g이다.

## 생태
먹이는 과일이다. 일년에 두 번 새끼를 낳는다.

## 분포 및 서식지
베네수엘라 서부와 북부 지역의 산악 지대에 분포한다. 안데스 산맥의 콜롬비아 근처에서도 서식하는 것으로 추정된다. 해발 60m와 2400m 사이의 우림에서 서식한다.

## 아종
2종의 아종이 알려져 있다.
- Sturnira adrianae adrianae
- Sturnira adrianae caripana